# 5e cérémonie des Gérard du cinéma
 (juin 2014).
La 5e cérémonie des Gérard du cinéma, une parodie qui récompense chaque année les pires réalisations du cinéma français, s'est déroulée le 10 mai 2010 au théâtre Michel (Paris). Aucun des nommés n'a participé à la cérémonie. L'animateur Michel Cymes a néanmoins fait une apparition remarquée.

## Palmarès

### Gérard de l'acteur dont on espère qu’il aura jamais jamais de premier rôle quand on voit comment il se débrouille avec les seconds
- Manu Payet dans R.T.T.
  - Aure Atika dans Mademoiselle Chambon
  - Doudi dans Le Missionnaire
  - Jacky Ido dans Inglourious Basterds
  - Michèle Bernier dans Thelma, Louise et Chantal

### Gérard de la grosse comédie qui tache comme on en tournait du temps desCharlotsavecPaul PréboistetAlice Sapritch, sauf qu'on est en 2010
- Le Baltringue avec Vincent Lagaf'
  - Le Mac avec José Garcia
  - Protéger et Servir avec Clovis Cornillac
  - Rose et Noir avec Gérard Jugnot
  - Le Missionnaire avec Jean-Marie Bigard
  - R.T.T. avec Kad Merad

### Gérard du film avec des petits chiens ou des grosses chiennes
- Coco avant Chanel de Anne Fontaine avec Audrey Toutou
  - Bambou de Didier Bourdon avec le chien Valse
  - Trésor de Claude Berri avec le chien Georges
  - Bellamy de Claude Chabrol avec Vahina Giocante

### Gérard du film qui parle d'une meuf qui fait moyennement envie, et du coup le film bah c'est pareil
- Mademoiselle Chambon avec Sandrine Kiberlain
  - La Religieuse portugaise avec Leonor Baldaque
  - Romaine par moins 30 avec Sandrine Kiberlain
  - La Reine des pommes avec Valérie Donzelli
  - Sœur Sourire avec Cécile de France

### Gérard de Madame la Grande Actrice qui va s'encanailler dans une comédie de ploucs pour casser son image de vieille bourgeoise coincée du cul
- Carole Bouquet dans Protéger et Servir
  - Fanny Ardant dans Trésor
  - Catherine Deneuve dans Cyprien
  - Marisa Berenson dans Cinéman

### Gérard du réalisateur qui continue à faire des films en toute impunité malgré un CV déjà passablement chargé
- Luc Besson avec Arthur et la Vengeance de Maltazard (après Angel-A, Le Cinquième Élément)
  - Jean-Pierre Jeunet avec Micmacs à tire-larigot (après Un long dimanche de fiançailles, Le Fabuleux Destin d'Amélie Poulain)
  - Cyril Sebas avec Le Baltringue (après Gomez vs Tavarès)
  - Éric Lavaine avec Protéger et Servir (après Incognito, Poltergay)
  - Gérard Jugnot avec Rose et Noir (après Boudu, Monsieur Batignole)

### Gérard du film que quand tu vas le voir, dans la salle, t'as l'impression d'être dans un wagon duRER Dun samedi soir àVilliers-le-Bel
- Banlieue 13 - Ultimatum de Patrick Alessandrin
  - Les Lascars de Albert Pereira Lazaro et Emmanuel Klotz
  - Les Barons de Nabil Ben Yadir
  - Black de Pierre Laffargue
  - Neuilly sa mère ! de Gabriel Julien-Laferrière

### Gérard du film pas nul, mais pas bien. Pas nul, hein. Mais pas bien. Mais pas nul pour autant. Mais pas bien non plus. Mais pas nul. Cela dit, pas bien. Voyez?
- Gainsbourg, vie héroïque avec Éric Elmosnino
  - L'Autre Dumas avec Gérard Depardieu
  - Lucky Luke avec Jean Dujardin
  - Neuilly sa mère ! avec Samy Seghir
  - Erreur de la banque en votre faveur avec Jean-Pierre Darroussin
  - Tellement proches avec Vincent Elbaz

### Gérard du titre gay
- Ne te retourne pas de Marina de Van
  - Rose et Noir de Gérard Jugnot
  - Le Vilain de Albert Dupontel
  - Trésor de Claude Berri
  - Le Petit Nicolas de Laurent Tirard
  - Fais-moi plaisir ! de Emmanuel Mouret
  - Tricheuse de Jean-François Davy
  - Black de Pierre Laffargue
  - Les Beaux Gosses de Riad Sattouf

### Gérard du film vraisemblablement adapté d'un article deMarie Claire
- Une semaine sur deux (et la moitié des vacances scolaires) avec Mathilde Seigner
  - Le Père de mes enfants avec Chiara Caselli
  - Mères et filles avec Catherine Deneuve
  - Divorces avec François-Xavier Demaison
  - Je l'aimais avec Daniel Auteuil
  - Pour un fils avec Miou-Miou

### Gérard de l'acteur que c'est pas qu'on l'aime pas, mais on en a un peu marre de voir sa gueule partout
- Kad Merad
  - Clovis Cornillac
  - François Berléand
  - Dany Boon
  - Omar et Fred

### Gérard de l'acteur qui a un nom de maladie
- Anna Mouglalis
  - Sabine Azéma
  - Niels Arestrup
  - Denis Podalydès
  - Serge Hazanavicius
  - Roschdy Zem

### Gérard de l'acteur qui vient manger le pain des Français
- Sergi López dans Partir
  - Monica Bellucci dans Ne te retourne pas
  - Kad Merad dans R.T.T.
  - Kristin Scott Thomas dans Partir
  - Tahar Rahim dans Un prophète
  - Benoît Poelvoorde dans L'Autre Dumas

### Gérard de l'actrice dont le mari s'est tellement couvert de ridicule que ses réseaux ne lui permettent plus le moindre rôle, pas même un tapin dans un film deLagaf'
- Arielle Dombasle dans... Rien !

### Gérard de l'actrice qui ne bénéficie définitivement pas des réseaux de son beau-frère
- Valeria Bruni Tedeschi dans Les Regrets

### Gérard du désespoir féminin
- Virginie Efira dans Le Siffleur
  - Monica Bellucci dans Ne te retourne pas
  - Elsa Zylberstein dans La Maison Nucingen
  - Lio dans La Robe du soir
  - Sophie Marceau dans L'Homme de chevet
  - Marion Cotillard dans Le Dernier Vol

### Gérard du désespoir masculin
- Franck Dubosc dans Cinéman
  - Vincent Lagaf'' dans Le Baltringue
  - Richard Berry dans Le Coach
  - Jean Reno dans L'Immortel
  - Sergi López dans Partir
  - Louis Garrel dans Non ma fille tu n'iras pas danser

### Gérard du plus mauvais film
- Cinéman de Yann Moix
  - Le Baltringue de Cyril Sebas
  - Trésor de Claude Berri
  - Oscar et la Dame Rose d'Éric-Emmanuel Schmitt
  - Rose et Noir de Gérard Jugnot
  - Micmacs à tire-larigot de Jean-Pierre Jeunet
  - Le Petit Nicolas de Laurent Tirard